# Elite Women’s Hockey League 2006/07
Die Saison 2006/07 war die dritte Spielzeit der Elite Women’s Hockey League, einer Fraueneishockeyliga. Im dritten Jahr ihres Bestehens nahmen zwischen dem 16. September 2006 und 3. Februar 2007 insgesamt zwölf Mannschaften aus Österreich, Italien, Ungarn, Slowenien, Kroatien und der Slowakei teil. Der dritte Meister der Liga wurde erneut der HC Slovan Bratislava, der den Titelgewinn des Vorjahres wiederholte.

## Modus
Die zwölf Teilnehmer spielten in einer Doppelrunde im Ligasystem die Plätze aus, sodass jede Mannschaft 22 Partien austrug. Die Mannschaft mit den meisten Punkten gewann am Ende den Titel. Für einen Sieg erhielt eine Mannschaft zwei Punkte. Die unterlegene Mannschaft erhielt keine Punkte. Bei einem Unentschieden nach der regulären Spielzeit von 60 Minuten wurde die Partie nicht weitergeführt. Beide Mannschaften erhielten jeweils einen Punkt.

## Abschlusstabelle
| Pl. | Mannschaft                 | Land       | Sp | S  | U | N  | Tore    | Punkte |
| --- | -------------------------- | ---------- | -- | -- | - | -- | ------- | ------ |
| 1.  | HC Slovan Bratislava       | Slowakei   | 22 | 21 | 1 | 0  | 176: 19 | 43     |
| 2.  | EC The Ravens Salzburg     | Osterreich | 22 | 18 | 1 | 3  | 167: 35 | 37     |
| 3.  | Terme Maribor              | Slowenien  | 22 | 17 | 1 | 4  | 179: 55 | 35     |
| 4.  | HC Eagles Bozen            | Italien    | 22 | 15 | 2 | 5  | 092: 38 | 32     |
| 5.  | EHV Sabres Wien            | Osterreich | 22 | 15 | 0 | 7  | 161: 61 | 30     |
| 6.  | Agordo Hockey              | Italien    | 22 | 13 | 1 | 8  | 103: 98 | 27     |
| 7.  | Vienna Flyers              | Osterreich | 22 | 8  | 1 | 13 | 079: 93 | 17     |
| 8.  | DEC Dragons Klagenfurt     | Osterreich | 22 | 6  | 1 | 15 | 056:137 | 13     |
| 9.  | HK Triglav Kranj           | Slowenien  | 22 | 5  | 1 | 16 | 046:154 | 11     |
| 10. | Ferencváros Stars Budapest | Ungarn     | 22 | 4  | 2 | 16 | 025:112 | 10     |
| 11. | KHL Grič Zagreb            | Kroatien   | 22 | 2  | 1 | 19 | 055:224 | 6      |
| 12. | UTE Marilyn Budapest       | Ungarn     | 22 | 1  | 2 | 19 | 028:141 | 4      |

## Beste Scorerinnen
Abkürzungen: Sp = Spiele, T = Tore, V = Vorlagen, Pkt = Punkte, SM = Strafminuten; Fett: Saisonbestwert
| Spieler           | Mannschaft             | Sp | T  | V  | Pkt | SM |
| ----------------- | ---------------------- | -- | -- | -- | --- | -- |
| Jasmina Rošar     | Terme Maribor          | 21 | 51 | 48 | 99  | 22 |
| Pia Pren          | Terme Maribor          | 21 | 37 | 50 | 87  | 20 |
| Denise Altmann    | EHV Sabres Wien        | 21 | 38 | 42 | 80  | 36 |
| Kerstin Oberhuber | EC The Ravens Salzburg | 22 | 39 | 28 | 67  | 65 |
| Esther Kantor     | EHV Sabres Wien        | 20 | 40 | 23 | 63  | 28 |
| Becky Jennison    | EC The Ravens Salzburg | 22 | 29 | 33 | 62  | 32 |
| Martina Veličková | HC Slovan Bratislava   | 19 | 23 | 25 | 48  | 10 |
| Alex Zagaria      | EC The Ravens Salzburg | 22 | 20 | 28 | 48  | 24 |
| Petra Pravlíková  | HC Slovan Bratislava   | 19 | 16 | 28 | 44  | 34 |
| Ina Prezelj       | Terme Maribor          | 19 | 19 | 23 | 42  | 18 |

## Auszeichnungen
Spielertrophäen
| Auszeichnung     | Spieler          | Team                 |
| ---------------- | ---------------- | -------------------- |
| Beste Torhüterin | Zuzana Tomčíková | HC Slovan Bratislava |

All-Star-Team
| Angriff:      | Denise Altmann (Wien) – Jasmina Rošar (Maribor) – Martina Veličková (Bratislava) |
| Verteidigung: | Linda De Rocco (Agordo) – Katharina Sparer (Bozen)                               |
| Tor:          | Nina Geyer (Salzburg)                                                            |